# Archibald Clark Kerr
 Archibald Clark Kerr, 1st Baron Inverchapel , né le 17 mars 1882 et mort le 5 juillet 1951, est un diplomate britannique.

## Biographie

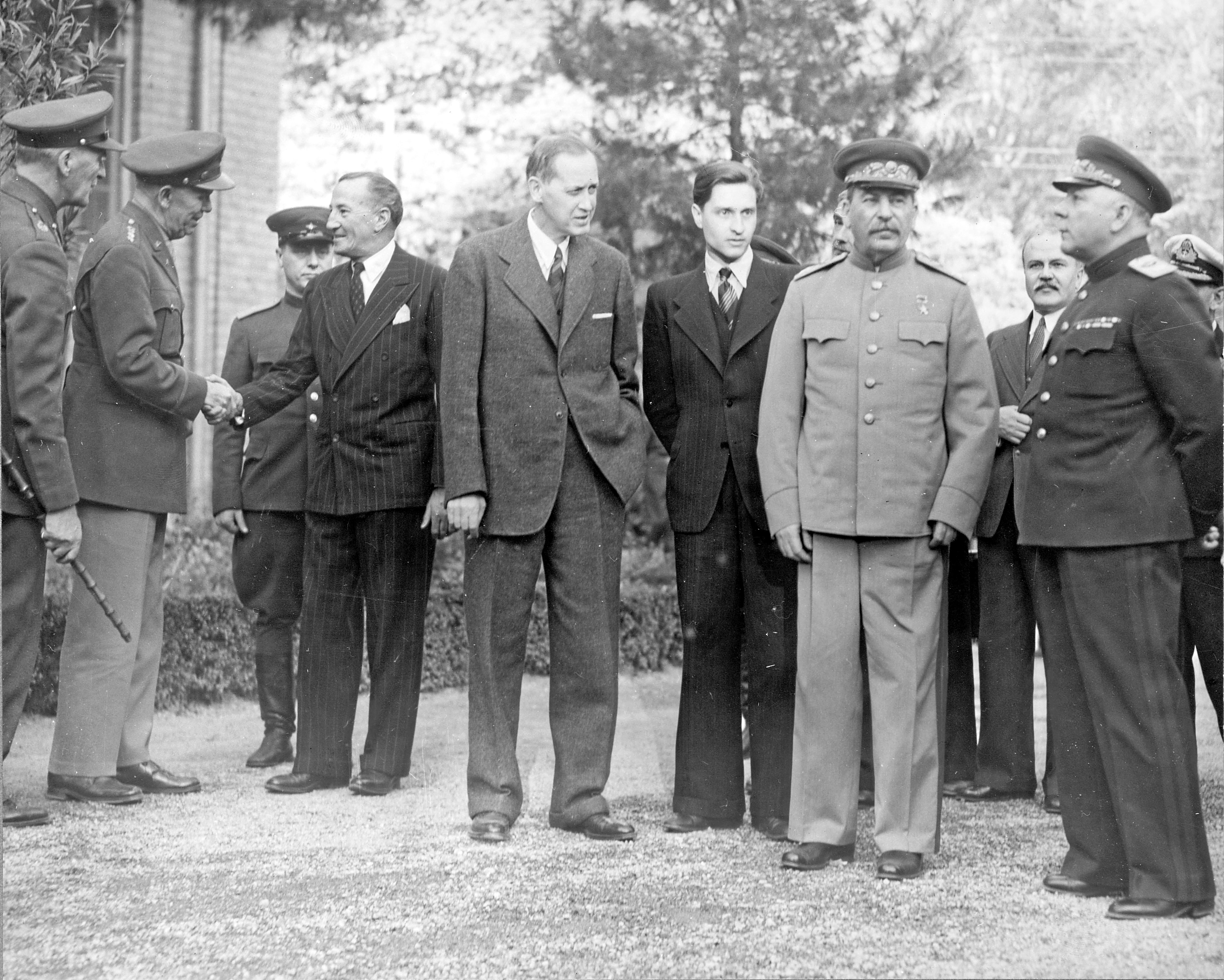
A Téhéran en décembre 1943 avec de gauche à droite, George Marshall, Archibald Clark Kerr, Harry Hopkins, Valentin Berezhkov l'interprète, Joseph Staline, Viatcheslav Molotov et Kliment Vorochilov.

Il est le fils de John Kerr Clark et Kate Louisa. De 1892 à 1900 il étudie à Bath College (en) en Angleterre. Il rejoint le Bureau des Affaires étrangères et du Commonwealth en 1906. De 1925 à 1928, il est envoyé en Amérique du Sud. De 1928 à 1930 il travaille au Chili, de 1931 à 1934 il travaille en Suède. De 1938 à 1942, il est ambassadeur de Grande-Bretagne auprès de la Chine, alors sous occupation japonaise.
Il est envoyé à Moscou en février 1942. En 1943 il participe à la conférence de Téhéran ; il participe à la conférence de Potsdam en 1945. De 1945 à 1948 il est ambassadeur de Grande-Bretagne aux États-Unis.